# Storia della medicina psicosomatica

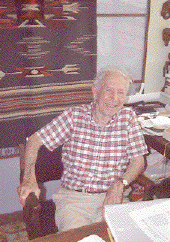
Alexander Lowen ha avuto un ruolo centrale nello sviluppo della medicina psicosomatica

## La concezione psicosomatica agli albori della civiltà
La medicina psicosomatica, secondo alcune impostazioni, è la medicina stessa poiché è capace di considerare l'uomo per quello che è: unità inscindibile di psiche e soma. Questo era anche il principio fondamentale della medicina primitiva che concepiva la malattia come una condizione di disagio dell'uomo “intero” dove l'effetto della volontà di una forza superiore era considerato determinante.
Nel mondo magico primitivo, infatti, non esisteva una divisione tra mente, corpo e ambiente e l'uomo sarebbe stato immerso nella natura sotto tutti i suoi aspetti, riconoscendosi inferiore e dipendente da tali forze. In questa concezione, lo sciamano, il guaritore, il "medicine man" si pone come intermediario tra il mondo degli umani e il mondo superiore delle forze naturali, egli è il “grande conoscitore” del mondo degli spiriti, è l'uomo capace di interpretarne i messaggi e siccome il primitivo possiede un grande coinvolgimento con i suoi simili e la sua vita in gruppo fonda tutte le attività, la malattia finisce con il riguardare l'intera comunità diventando anche “evento sociale” che attraverso l'opera dello sciamano può essere portata alla guarigione. L'azione terapeutica dello sciamano/stregone consiste pertanto nel decifrare il significato che ha la malattia nel contesto ambientale e gruppale e nel ristabilire l'armonia e l'equilibrio tra i due mondi: dell'al di qua con l'al di là.

## La concezione psicosomatica tra sacro e profano
(Platone, Carmide, 156d - 157c)
Nel corso dei millenni, la figura del medico si mantiene, sostanzialmente, collegata a quella del saggio, del sacerdote, a tal proposito possiamo fare menzione ai medici-sacerdoti dell'Egitto antico o della Grecia classica dove, in particolare, specialmente nel V secolo a.C., agli inizi della filosofia greca, mente e corpo vengono ritenuti uniti in modo netto. “Il sacerdote primitivo era anche medico e filosofo; egli lottava da un lato, per l'affermazione di alcune pratiche acquisite con l'esperienza e, dall'altro, per il riconoscimento di quelle entità spirituali che controllavano quel buio ‘inesplorato spazio’ che lo circondava (…) forze che erano responsabili di qualunque cosa egli non fosse in grado di comprendere e, in particolare, dei misteri della malattia".
La medicina pitagorica aveva ricercato le analogie tra l'uomo e l'universo, tra il microcosmo e il macrocosmo e aveva concepito la malattia come rottura dell'equilibrio dell'organismo, come una sorta di “perduta armonia” tra queste due forze. Secondo questa visione, quindi, la terapia non poteva solo occuparsi della cura dei sintomi, che tra l'altro erano ritenuti ottimi segnali per capire a fondo il problema, ma doveva inserirsi nella situazione di squilibrio allo scopo di ripararla attraverso la ricostruzione dell'armonia perduta.

## La rivoluzione di Ippocrate
La medicina umorale di Ippocrate, il più famoso medico dell'antichità appartenente alla scuola di Kos, nel IV - V secolo a.C., aveva invece affermato come responsabile della malattia, lo squilibrio tra gli umori del corpo. “Secondo Empedocle, la scuola di Kos accoglieva la teoria del pneuma, lo spirito che unito al calore innato costituisce l'anima e che viene a contatto con lo spirito del mondo esterno attraverso gli organi respiratori. Il pneuma governa i quattro elementi di cui si compone il corpo: sangue, flemma, bile gialla e bile nera”. Tale concezione è di importanza fondamentale per la storia della medicina psicosomatica poiché inserisce il “temperamento” individuale come elemento sostanziale della malattia individuando, in ciascuna persona, la sua “costituzione”: il tipo “sanguigno, “flemmatico”, “bilioso” e “melanconico”, esprimerebbero, in definitiva, il carattere e il “modo di porsi nel mondo” di ciascuno di noi.
L'azione terapeutica del medico, poiché nella concezione ippocratica l'organismo tende a ritrovare in modo naturale l'equilibrio, doveva consistere nel facilitare il processo di guarigione eliminando gli ostacoli. Questa visione fondamentale sarà ripresa anche da Galeno, nel secondo secolo d.C., che approfondirà e tramanderà a tutto il Medioevo e al Rinascimento tale visione.

## Cartesio e la medicina moderna
Nel Seicento, la invenzione del microscopio e le idee del filosofo René Descartes, offriranno alla medicina la concezione dell'organismo regolato attraverso le forze meccaniche e fisico-chimiche tanto che la distinzione tra res cogitans e res extensa influenzerà tutta la medicina pervenendo perfino a definire la medicina moderna. Gli inizi della cosiddetta medicina moderna avevano concentrato l'attenzione verso la localizzazione della malattia e quindi i medici si interessarono sempre di più ai singoli organi, tessuti e cellule anche perché ora venivano “aiutati” dalla scoperta, da parte della fisica, del microscopio, compromettendo quella visione olistica psicosomatica, quella unità di corpo, mente e ambiente che aveva caratterizzato la relazione medico-paziente fino ad allora.

## Il difficile cammino della medicina psicosomatica

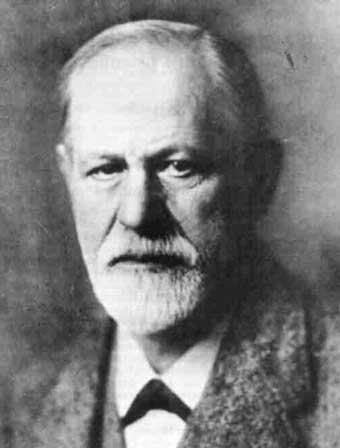
Sigmund Freud, fondatore della psicoanalisi

“La medicina classica e medioevale si era preoccupata più dei sintomi accusati dal malato che non della malattia stessa. La patologia si riferiva alla teoria dei liquidi organici (umoralismo) o a quella diametralmente opposta degli stati di contrazione o di rilassamento delle parti solide del corpo (solidismo).Grazie all'influsso di Galeno, l'umoralismo era la teoria che godeva un più largo credito. Nell'Ottocento, la malattia diviene malattia di un organo specifico: agli occhi dei clinici del 1850 lo stato generale dell'organismo rappresentava solo un fattore trascurabile o, nella migliore delle ipotesi, era costante, le sole variabili erano costituite dalle malattie. Per questi pensatori, la tubercolosi era un unico e identico processo qualunque fosse l'organismo che colpiva” È da notare che Claude Bernard, intorno alla fine dell'Ottocento, faceva riferimento nei suoi studi all'esistenza di un “ambiente interno” che autonomamente ricercava l'equilibrio; egli parlò di “omeostasi” per descrivere questo processo di autoregolazione da parte dell'organismo che in seguito fu ripreso dall'endocrinologia che si sviluppò a partire dalla fisiologia e che aveva in un certo qual modo riproposto la visione unitaria della malattia. Le ricerche immunologiche, poi (anticipando le scoperte della contemporanea P.N.E.I.), avrebbero sottolineato il ruolo delle “concause” e delle condizioni individuali, non solo fisiche, che avrebbero potuto predisporre e portare alla malattia. Dobbiamo attendere, però, il contributo di Sigmund Freud che attraverso gli studi sull'isteria di giovani donne, affermò che un contenuto psichico, qualora represso, era capace di provocare importanti modificazioni corporee e il “misterioso salto” dalla mente al corpo era divenuto un evento possibile.

## Il contributo della psicoanalisi

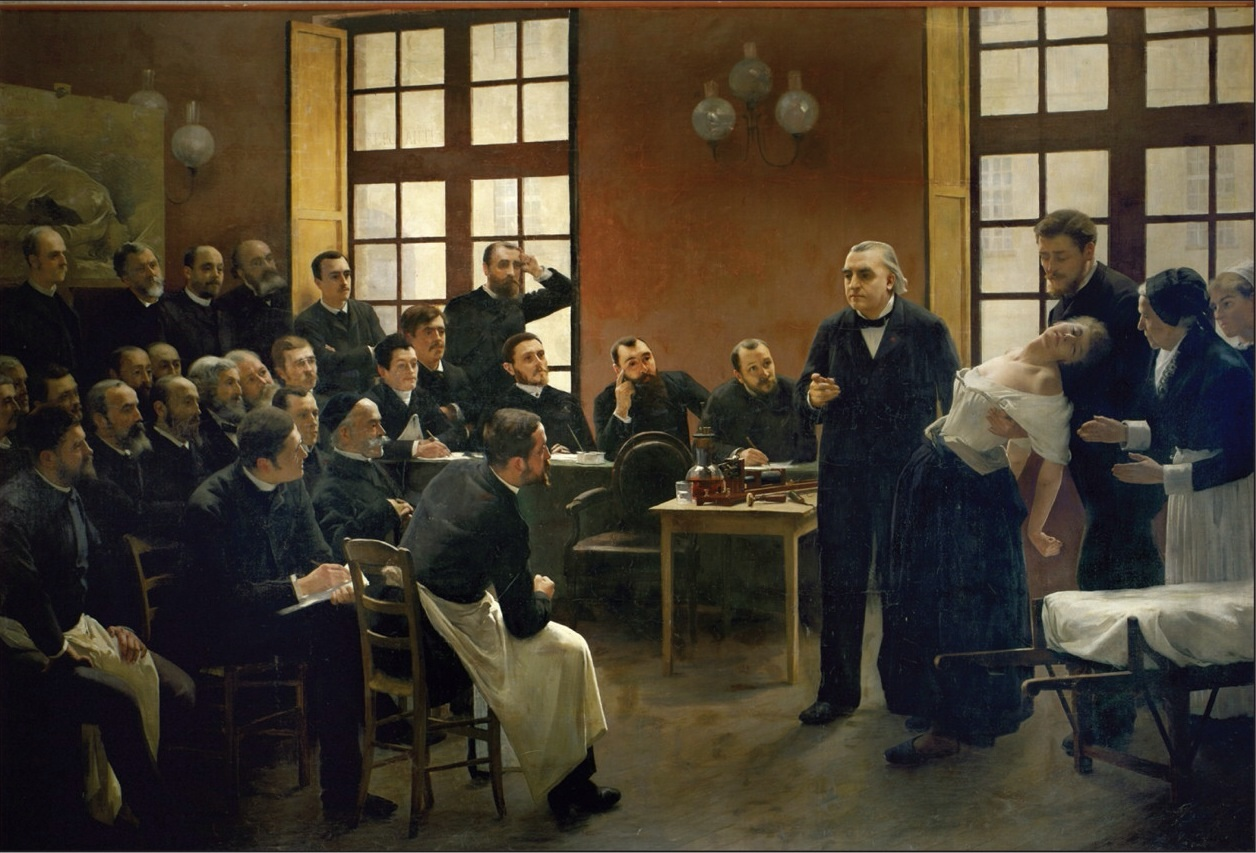
Charcot mostra ai suoi allievi una giovane paziente isterica

Intorno alla fine dell'Ottocento, il caso clinico di una signorina di ventitré anni, la celebre Anna O. (pseudonimo di Bertha Pappenheim), indirizzò il giovane Freud allo studio e all'applicazione dell'ipnosi.L'illustre medico Joseph Breuer aveva diagnosticato una sindrome isterica alla ragazza, in verità si trattava di una “isteria di conversione”, termine che sarà poi ripreso e approfondito da Freud, cioè di una sofferenza mentale espressa attraverso una reazione somatica, dove il sintomo era capace di esprimere un disagio che nasceva dalla rimozione di eventi spiacevoli che la mente “non era stata capace” di tollerare e gestire. L'applicazione delle tecniche ipnotiche, che Freud andò a perfezionare in Francia specialmente dall'illustre neurologo Jean Martin Charcot, aveva permesso di entrare nel mondo interiore della paziente allo scopo di permettere l'espressione del suo inconscio. Successivamente Freud abbandonò l'ipnosi poiché essa non conduceva a risultati duraturi e non responsabilizzava il paziente nella collaborazione attiva e nell'affrontare le sue problematiche profonde ma riuscì a dimostrare come le tecniche suggestive dell'ipnosi erano capaci di condizionare il funzionamento dell'organismo. 
Le libere associazioni e l'interpretazione dei sogni servirono, più tardi, ad entrare sempre più in profondità nel mondo interiore dei pazienti e cominciarono ad offrire alla nascente psicoanalisi gli strumenti per la comprensione dei sintomi somatici che ben presto furono interpretati come importanti segnali (sintomi significanti, formazioni di compromesso) dell'inconscio individuale. Ben presto Freud si accorse che l'elaborazione dei contenuti psichici permetteva ai pazienti di integrare a livello cosciente quegli elementi che erano stati rimossi e che avevano prodotto i sintomi organici. Una “cura” del sintomo condotta con questa metodica avrebbe liberato il paziente dai sintomi corporei restituendogli serenità e salute. Secondo Freud, in generale, la sofferenza psicosomatica nascerebbe da un conflitto tra la soddisfazione di un desiderio e la constatazione della impossibilità o, quantomeno, della difficoltà nel realizzarlo.

## Wilhelm Reich e Alexander Lowen
Mentre però Freud concentrava la sua attenzione e il suo lavoro sulla produzione verbale dei suoi pazienti, Wilhelm Reich, psichiatra austriaco, introdusse nella psicoanalisi anche l'osservazione e il lavoro analitico sul corpo. Successivamente le teorie di Wilhelm Reich offriranno lo spunto per lo sviluppo dell'analisi bioenergetica, metodica psicoterapeutica elaborata da Alexander Lowen. Questo approccio, unico nel suo genere, considera la mente e il corpo un'unità funzionale, inscindibile, tanto che l'intervento degli analisti bioenergetici è costituito da una complessa combinazione di lavoro sul corpo e lavoro psicoanalitico.

## La scoperta della mediazione del sistema nervoso autonomo
Tra gli anni Quaranta e gli anni Cinquanta, Franz Alexander propose che gli stati conflittuali, attraverso la mediazione del sistema neurovegetativo, fossero implicati nelle cause di varie malattie psicosomatiche. Un'altra teoria molto significativa è quella proposta dalla Dunbar, allieva e collaboratrice dello stesso Alexander. Ella sostenne che la struttura della personalità individuale può condizionare le difese corporee, predisponendo allo sviluppo di determinate malattie. Nonostante le molte obiezioni, gli studi di questa autrice sollevarono un certo interesse nella comunità scientifica internazionale e favorirono altre ricerche, tra le quali quelle di Friedman e Rosenman, che portarono all'identificazione di un pattern di Comportamento definito di “tipo A”, oggi considerato ufficialmente un fattore di rischio per le malattie cardiovascolari. Alla ricerca della interconnessione tra mente e corpo: il ruolo della P.N.E.I. 
Vent'anni di studi ulteriori, tra il 1970 e il 1990, hanno chiarito che sensibile alle reazioni emozionali non è solo il sistema nervoso vegetativo ma anche, e notevolmente, il sistema endocrino, inaugurando il filone di ricerca della psiconeuroendocrinologia. A partire dagli anni '80, anche il sistema apparentemente più lontano, il sistema immunitario, risultò avere connessioni con il sistema nervoso e molto sensibile allo stress. Vennero così gettate le basi della neuroimmunomodulazione e nasce la psiconeuroendocrinoimmunologia. Persone in lutto per la morte di un proprio caro possono risultare immunodepresse. Sifneos, negli anni Sessanta, parlò di alessitimia, letteralmente “emozione senza lessico”; secondo questo autore le persone affette da disturbi psicosomatici avrebbero incapacità ad esprimere verbalmente le loro emozioni, la loro attenzione sarebbe interamente centrata sugli oggetti concreti e sulla realtà esterna, tanto da essere “sbilanciate” anche sotto l'aspetto neuropsicologico, nel senso che predominerebbe, in queste persone, la neocorteccia a danno del sistema limbico, mancando ogni integrazione tra componenti intellettive ed emozionali.
In Italia, il compianto Prof. Ferruccio Antonelli nel 1981 iniziò a parlare di “brositimia”, letteralmente “sentimento ingoiato”. Secondo questo autore, le persone affette da disturbi di natura psicosomatica, presenterebbero difficoltà nel reagire alle avversità della vita, tanto che questo loro stile di vita risultò essere il principale responsabile delle loro sofferenze, la più chiara espressione della somatizzazione dell'ansia. “Mandare giù”, d'altra parte, ricorda il comportamento dello struzzo: non risolve i problemi ma li dirotta all'interno lasciandoli irrisolti. La medicina psicosomatica attuale vuole riaffermare, invece, il principio secondo il quale all'origine della malattia esiste un disagio che riguarda tutto l'uomo, l'uomo intero e non soltanto il singolo organo che mostra i segni della malattia; la medicina psicosomatica attuale vuole restituire all'uomo ammalato la sua realtà come persona, dotata di emozioni, sentimenti, pensieri, che è influenzata dall'ambiente e dalle sue relazioni e circostanze. 
Secondo alcuni autori, la medicina psicosomatica è la medicina stessa e la medicina per essere considerata tale e per essere “utile” all'uomo intero, deve necessariamente essere, diventare o, piuttosto, ridiventare “psicosomatica”. In questo senso, secondo alcuni orientamenti attuali in campo psicosomatologico, la medicina psicosomatica dovrebbe ristabilire la concezione unitaria dell'essere umano, condizione perduta dalla frammentazione super specialistica imposta dalla visione attuale della medicina, incapace di cogliere al contempo gli aspetti organici, psicologici e ambientali in reciproca interazione. “Nell'individuo gli aspetti psichici consci e inconsci non sono separati dagli eventi fisiologici, ecco perché la psicosomatica, in quanto si propone come una medicina della ierogamia tra mente e corpo, non può porsi come un'ulteriore specializzazione da affiancare alle numerose già esistenti”.
Secondo altri orientamenti, invece, la medicina psicosomatica “diventerà una sottospecie della medicina interna allo stesso modo come oggi esiste la cardiologia, la gastroenterologia ecc.. Se all'inizio era stato utile, data la complessità dello studio della disciplina, separare la “res cogitans” dalla “res extensa”, alla fine “aveva creato anche problemi di una certa importanza perfino al medico pratico che si trovava a curare un paziente esteso e cogitante allo stesso tempo e vedeva fin troppo bene come i due aspetti si intersecassero fra di loro”.